# The Letter (ER)
The Letter is de twintigste aflevering van het achtste seizoen van de televisieserie ER, die voor het eerst werd uitgezonden op 2 mei 2002.

## Verhaal
De SEH krijgt via de fax een brief van dr. Greene, dr. Carter leest hem voor aan zijn collega's. Iedereen is beduusd als hij het einde voorleest, daarin vertelt dr. Corday dat dr. Greene die morgen is overleden. De brief wordt op de SEH opgehangen voor de rest die het nog niet weet, dr. Weaver heeft na het lezen meer moeite met zijn dood als zij eerst dacht. Een groep van het personeel gaat wat drinken op dr. Greene, zo ook dr. Weaver met haar vriendin Sandy. Dr. Carter komt later en ziet dat Lockhart dronken is en wil dat zij naar de A.A. gaat, wat zij weigert. Later gaat zij toch en vertelt dr. Carter dat zij dit alleen gedaan heeft voor hem.
Dr. Lewis krijgt een jonge patiënte onder behandeling nadat zij gewond is geraakt in een ongeval. Bij toeval ontdekt zij dat haar patiënte kanker heeft in vergevorderd stadium, zij kan hieraan nog net op tijd geopereerd worden. Ondertussen hoort zij dat haar zus in een afkickkliniek zit en dat Susie, haar nicht, veilig is teruggevonden.
Dr. Pratt had een aanvraag ingediend met zijn voorkeuren voor het vervolg van zijn opleidingsplaats. Tot zijn teleurstelling hoort hij dat hij zijn laatste plaats toegewezen heeft gekregen, het County General.

## Rolverdeling

### Hoofdrollen
- Noah Wyle - Dr. John Carter
- Laura Innes - Dr. Kerry Weaver
- Paul McCrane - Dr. Robert Romano
- Goran Višnjić - Dr. Luka Kovac
- Sherry Stringfield - Dr. Susan Lewis
- Ming-Na - Dr. Jing-Mei Chen
- Mekhi Phifer - Dr. Gregory Pratt
- Maura Tierney - verpleegster Abby Lockhart
- Ellen Crawford - verpleegster Lydia Wright
- Deezer D - verpleger Malik McGrath
- Yvette Freeman  - verpleegster Haleh Adams
- Lily Mariye - verpleegster Lily Jarvik
- Dinah Lenney - verpleegster Shirley
- Lyn Alicia Henderson - ambulancemedewerker Pamela Olbes
- Emily Wagner - ambulancemedewerker Doris Pickman
- Sharif Atkins - Michael Gallant
- Troy Evans - Frank Martin
- Lisa Vidal - Sandy Lopez

### Gastrollen (selectie)
- Paul Benjamin - Al Ervin
- Chris Burke - George
- Jason Padgett - Nolan, barkeeper in de Lava Lounge
- Kay Panabaker - Melissa Rue
- Michael Adler - Rick
- Joanie Fox - serveerster